# Théâtre de marionnettes de Lettonie
Le Théâtre de marionnettes de Lettonie  (en letton : Latvijas Leļļu teātris) est un théâtre à Riga en Lettonie fondé en 1944. Sa première représentation a lieu le 3 octobre 1944. En 1946, on ressemble aussi la troupe russe. En 1944-1947, la direction artistique de théâtre est assurée par la poétesse Mirdza Ķempe, et l'artiste Jānis Žīgurs.
Le théâtre se situe au 16-18 Krišjāņa Barona iela, dans l'ancien bâtiment du cinéma « Radio Modern ». Il propose les spectacles pour enfants, mais aussi pour le public adulte depuis 1954. Au sein de l'établissement se trouvent également les ateliers de fabrication de marionnettes.